# 斯特凡·達比沙
斯特凡·達比沙（？—1395年9月8日），波士尼亞國王，1391年至1395年在位。
1395年，斯特凡·達比沙去世。他的妻子埃萊娜·格魯巴繼位為波士尼亞女王。